# Тивертон (Роуд Ајланд)
Тивертон (енгл. Tiverton) насељено је место без административног статуса у америчкој савезној држави Роуд Ајланд.

## Демографија
По попису из 2010. године број становника је 7.557, што је 275 (3,8%) становника више него 2000. године.
| Група             | 2000.         | 2010.         |
| Белци             | 7.076 (97,2%) | 7.142 (94,5%) |
| Афроамериканци    | 27 (0,4%)     | 91 (1,2%)     |
| Азијати           | 36 (0,5%)     | 77 (1,0%)     |
| Хиспаноамериканци | 72 (1,0%)     | 127 (1,7%)    |
| Укупно            | 7.282         | 7.557         |